# 래스퓨틴 앤 더 엠프리스
래스퓨틴 앤 더 엠프리스(Rasputin And The Empress)는 미국에서 제작된 리처드 볼러슬러스키 감독의 1932년 드라마 영화이다. 존 배리모어 등이 주연으로 출연하였고 어빙 솔버그 등이 제작에 참여하였다.

## 출연

### 주연
- 존 배리모어
- 에설 배리모어

### 조연
- 라이어널 배리모어
- 랠프 모건
- 다이애너
- C. 헨리 고든
- 에드워드 아놀드
- 클로렌스 윌슨
- 루이스 알베르니
- 오스카 아프펠
- 헨리 아메타
- 후퍼 앳츨리
- 미샤 오어
- 레지널드 바로우
- 맥스 바윈
- 모리스 블랙
- 윌리엄 스테이지 보이드
- 윌리엄 버레스
- 에밀 샤타드
- 클레이 클레먼트
- 루이즈 클로저 헤일
- 리처드 크레이머
- 나이젤 드 브룰리어
- 마리 듀빌
- 진 델 발
- 헬렌 프리먼
- 데일 풀러
- 클라렌스 길다트
- 벤 홀
- 쉐리 홀
- 캐리 해리슨
- 브랜든 허스트
- 조지 어빙
- 이자벨 키스
- 머레이 킨넬
- 헨리 콜커
- 오토 레더러
- 로버트 리스
- 프랭크 리
- 루시엔 리틀필드
- 에이리 맬리언
- 에릭 메인
- 제네바 밋첼
- 에드먼드 모티머
- 루이스 나데오
- 데이브 오브라이언
- 사라 패든
- 진 파커
- 퍼넬 프랫
- 프랭크 레이처
- 프랭크 샤논
- C. 몬타규 쇼
- 앤 셜리
- 래리 스티어스
- 구스타프 본 세이퍼티츠
- 레오 화이트

## 제작진
- 조감독: 컬렌 테이트
- 의상: 아드리안